# Korsynie (Białoruś)
Korsynie, Korsunie (biał. Карсынь, Karsyń; ros. Корсынь, Korsyń) – wieś na Białorusi, w obwodzie brzeskim, w rejonie janowskim, w sielsowiecie Odryżyn, w pobliżu granicy z Ukrainą.

## Historia
W dwudziestoleciu międzywojennym leżały w Polsce, w województwie poleskim, w powiecie drohickim, w gminie Odryżyn. W 1921 wieś liczyła 68 mieszkańców, zamieszkałych w 9 budynkach. Wszyscy oni zadeklarowali narodowość tutejszą i wyznanie prawosławne.
Po II wojnie światowej w granicach Związku Sowieckiego. Od 1991 w niepodległej Białorusi.